# Иньково
Иньково — деревня в Смоленском районе Смоленской области России. Входит в  состав Лоинского сельского поселения. Население — 1 житель (2007 год). 

## География
Расположена в западной части области в 40 км к северо-западу от г. Смоленска, в 16 км к западу от автодороги Р133 Смоленск — Невель, в 11 км к северу от автодороги А141 Орёл — Витебск, на берегу реки Клёц. 

## История
Во время Отечественной войны 1812 года близ Иньково в бою при Молевом Болоте 8 августа (27 июля ст. ст.) казаки атамана Платова одержали победу над французской кавалерийской дивизией генерала Себастьяни.

## Инфраструктура
Личное подсобное хозяйство с зоной сельскохозяйственного использования, индивидуальная застройка усадебного типа.

## Достопримечательности
Памятники археологии:
- Городище днепро-двинских племён на юго-западной окраине деревни. Использовалось в 1-м тысячелетии до н.э.
- Курганная группа (9 курганов) в 1 км к югу от деревни на правом берегу реки Клёц.

Памятник атаману Матвею Платову.